# Tétrodon

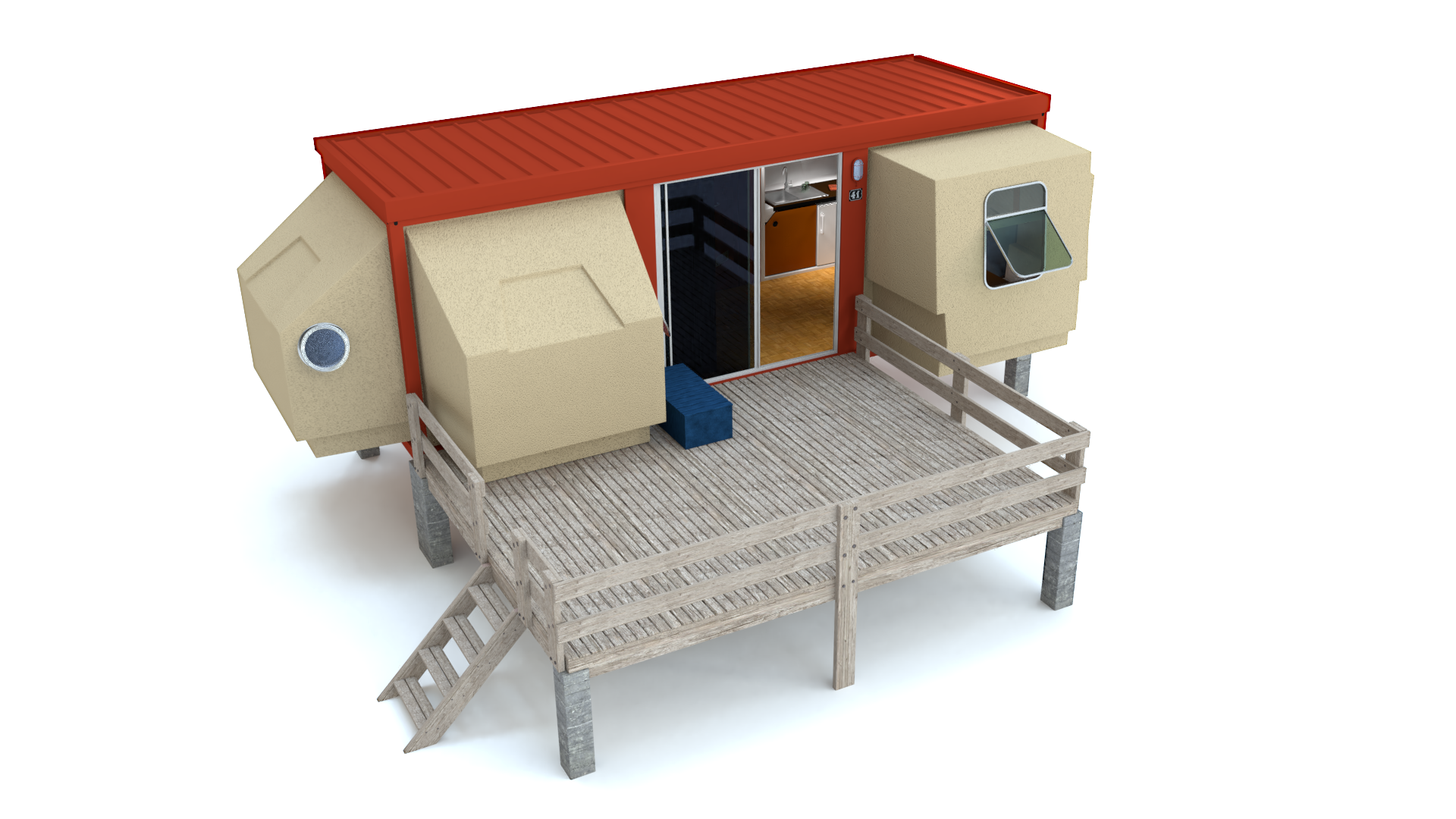
Darstellung eines Tétrodons von außen

Das Tétrodon in Altenheerse

Das Tétrodon ist ein bewohnbares modulares Bauprojekt, das Ende der 1960er Jahre in Frankreich in einem Atelier für Städtebau und Architektur entwickelt wurde. Der Name wurde vom Tetraodon oder Kugelfisch abgeleitet, der seinen Körper aufblasen kann. Das Tétrodon ist so aufgebaut, dass sein Volumen zum Wohnen vergrößert und zum Transport verkleinert werden kann. Es kann als ein Vorläufer des Tiny House Movement verstanden werden, entstand selbst aber im Rahmen von Utopien der späten 1960er Jahre, um leichten, industrialisierten und billigen Wohnraum in Serie zu produzieren. Die umgesetzten Projekte betreffen vor allem Ferien- und anderen temporären Wohnraum.

## Konzept
Das Tétrodon wurde von Jacques Berce, Henri Ciriani und Annie Tribel vom Atelier d'urbanisme et d'architecture (Atelier für Städtebau und Architektur) entwickelt. Sie entwarfen ein modulares Wohnkonzept, das auf einem Schiffscontainer beruht, dessen Größe im Straßenverkehr zugelassen war (ca. 10 mal 4 Meter). Sein bewohnbares Volumen kann mithilfe von Modulen, doppelten Polyesterschalen, die im Rahmen bzw. zwischen Stützen befestigt und mit Polyurethanschaum isoliert sind, vergrößert werden. Die Module machen den größten Teil der Außenwände aus und haben unterschiedliche Funktionen: Küche, Sanitärbereich, Schrank, Sitzbereich und Schlafbereich. Hinzu kommen Mulitfunktionsmodule. Der eigentliche Containerbereich ist frei von Installationen. Beleuchtet wird das Tétrodon durch Bullaugen an den Decken und Seiten der Module, Schiebefenster bzw. den mittig gelegenen Eingangsbereich mit Glastüren. Auch die Inneneinrichtung wurde im Atelier d'urbanisme et d'architecture gestaltet. Jacques Berce und Annie Tribel entwarfen Fußböden, laminierte Schranktüren, Hängeregale, Küchenzeile mit Rollvorhang und Sanitäranlagen.
Tétrodone sind modular und können horizontal oder vertikal kombiniert werden, wobei das Stahlskelett eine vertikale Kombination von insgesamt vier Elementen ermöglicht. Das aus Stahl, Polyester und Resopal bestehende Gebäude ist durch die Verwendung damals innovativer Materialien repräsentativ für die Architektur der 1970er Jahre. Das Konzept wurde am 17. Januar 1972 zum Patent angemeldet.

## Produktion und Erhalt
Das Tétrodon wurde der französischen Öffentlichkeit erstmals 1971 vorgestellt. Zunächst wurden mehrere Prototypen gefertigt. Ab den frühen 1970er Jahren ging das Tétrodon in die Serienproduktion.
Beim ersten größere Auftrag durch die Sonacotra, ein Unternehmen des sozialen Wohnungsbaus in Frankreich, wurden in Mas de l'Audience bei Fos-sur-Mer mit 140 Tétrodonen provisorische Wohnmöglichkeiten für Arbeiter errichtet, die dort ein Stahlwerk bauten. Im Rahmen eines Plans für Raumplanung und Sozialtourismus wurden später 90 Tétrodone für ein neues Feriendorf in Lège-Cap-Ferret bestellt. Zwei weitere Projekte mit Tétrodonen wurden im Irak sowie auf Mururoa verwirklicht.
Im Jahr 1973 bremsten die erste Ölpreiskrise und ihre Auswirkungen auf Produkte, die auf Petrochemie basierten, die Herstellung. Insgesamt wurden bis 1978 um die tausend Exemplare gebaut.
Tétrodone in Fos-sur-Mer und Lège-Cap-Ferret wurden teils zum Gegenstand von Denkmalschutzmaßnahmen. Ein 2011 zufällig wiederentdeckte Tétrodon in Fos-sur-Mer erwies sich als ein experimentelles Modul, das später nicht weiterentwickelt wurde. Es handelt sich um einen Container mit 7 Erweiterungsschalen, drei Glastüren und zwei Paneelen (einem Schiebefenster und einem massiven Paneel). Es wurde auf Initiative eines Vereins restauriert und auf das Gebiet der Stadt Martigues transportiert, wo es am Ufer des Étang de Berre aufgestellt und für Künstlerresidenzen, Ausstellungen, Workshops und weiteres genutzt wird. Von den 140 ursprünglichen Tétrodonen in Fos-sur-Mer ist keines mehr erhalten. Bei der Renovierung und Modernisierung des Feriendorfs in Lège-Cap-Ferret im Jahr 2012 wurden 10 der ursprünglichen Tétrodone aus denkmalbezogenen Gründen erhalten, die anderen auf andere Orte verteilt, zwei davon an die École nationale supérieure d'architecture et de paysage, eine Hochschule für Architektur und Landschaftsgestaltung, in Bordeaux.

## Auszeichnungen
Das Tétrodon wurde beim sechsten Wettbewerb Programme Architecture Nouvelle als kostengünstiger Freizeitwohnraum ausgezeichnet.
Das noch vorhandene Exemplar in Fos-sur-Mer erhielt die Auszeichnung Patrimoine du XXe siècle (Kulturerbe des 20. Jahrhunderts). Die Begründung für die Auszeichnung erwähnt die Zugehörigkeit zur industriellen Serienarchitektur, die aus den futuristischen und utopischen Theorien der 1970er Jahre hervorging, die Bedeutung an der Grenze zwischen Architektur und Design und die Zugehörigkeit zu Forschung und Entwicklung von Kunststoff. Neben seinen innovativen Qualitäten sei das Tétrodon auch ein Zeuge der Industrialisierung und der Erinnerung an die Arbeiterschaft der Stadt Fos-sur-Mer.

## Deutschland
Seit 2023 steht ein Tétrodon in Altenheerse im Kreis Höxter.